# 潘文
潘文又名潘爱文（英語：John Pomfret），是一位美國记者。

## 生平
潘文生於美国威斯康辛州密爾沃基，在纽约长大。1977年入斯坦福大学学习。1980年代初作为交换留学生到中国，在南京大学历史系学习。之后返回美国，在斯坦福大学完成学业。人生歷練豐富，曾在法国巴黎做酒吧调酒服务生，也曾在日本学习柔道。
潘文於1983年至1984年間作為福布莱特學者到新加坡的東南亞研究所研究柬埔寨內戰。1986年起，任美联社驻中国大陆、香港、越南、印度、阿富汗、南斯拉夫等地之新闻记者。因在六四事件中的报道被中国当局认定“非法采访和歪曲报道”，而于1989年6月17日被命令72小时内离境:237。1992年，海湾战争期间在沙特阿拉伯、伊拉克、伊朗和科威特担任战地记者，後担任华盛顿邮报驻巴尔干半岛首席记者。
1998年，任华盛顿邮报北京分社社长、首席记者。2004年，由于对亚洲的最佳报道被美国亞洲協會授予「Osborn Elliott Prize」；现任华盛顿邮报的洛杉矶分社社长。
潘文是第一批到中国大陆学习的美国大学生，南京大学是当时唯一一所让外国学生和本国学生同住的重点大学；在南大留学期間，和七名中国学生合住一个宿舍。他2006年出版第一本著书《Chinese Lessons: Five Classmates, and the Story of the New China 》（直译 - 《中国教训：五位同学及新中国的故事》），讲述了五位南大历史系八二级同学的个人经历，透过他们迥然不同的命运见证中国社会的变化。